# (37190) 2000 WC63
2000 دابليو سي 63 (ويعرف أيضًا باسم (37190) 2000 دابليو سي 63 وفق تسمية الكوكب الصغير) (بالإنجليزية: 2000 WC63)‏ هو كويكب ضمن حزام الكويكبات؛ وترتيبه 37190 من حيث الاكتشاف.
اكتُشف هذا الجُرم الفلكي بواسطة Charles W. Juels ‏ في 28 نوفمبر 2000.

## وصلات خارجية
- (37190) 2000 WC63 في قاعدة بيانات مختبر الدفع النفاث لأجرام النظام الشمسي الصغيرة

- الاكتشاف · مخطط المدار ·  العناصر المدارية · المعلمات المادية

- (37190) 2000 WC63 على موقع ويكي سكاي: DSS2, SDSS, GALEX, IRAS, Hydrogen α, X-Ray, Astrophoto, Sky Map, Articles and images